# Libba Bray

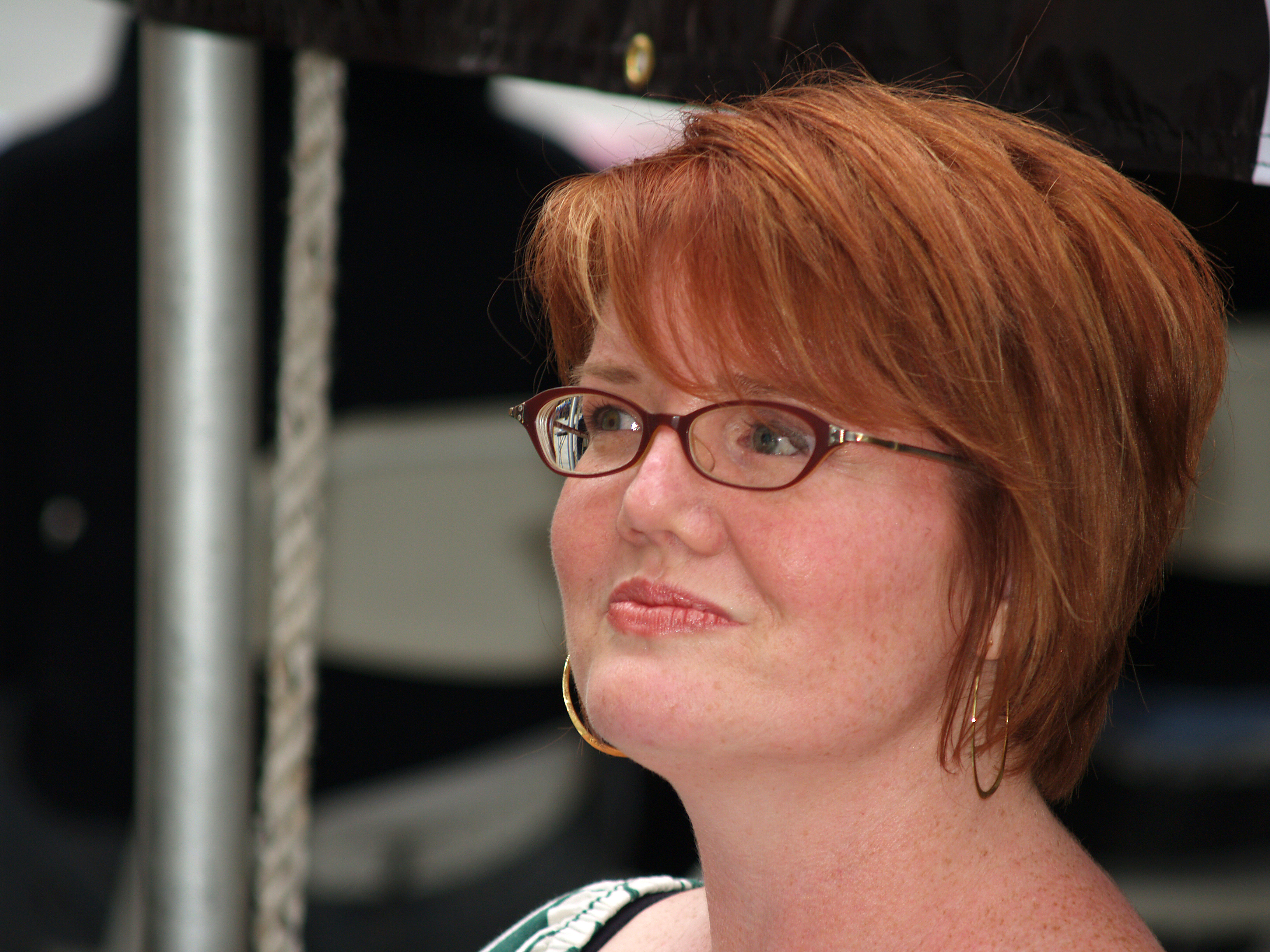
Libba Bray

Libba Bray (nome verdadeiro Martha E. Bray, nascida a 11 de março de 1964 em Alabama, Estados Unidos) é uma autora de vários livros para adolescentes, tais como Belezas Perigosas, Anjos Rebeldes e, o último livro da trilogia Gemma Doyle, The Sweet Far Thing.
Viveu no Texas até aos 26 anos, quando se mudou para Nova Iorque onde vive atualmente com o seu marido e o filho de ambos. O pai era um pregador e a mãe, uma professora.
Após escrever a bem sucedida série, Libba Bray escreveu um livro chamado Louco aos Poucos, e ultimamente publicou seu último livro até então, chamado Beauty Queens. Libba Bray atualmente vive em Nova York, com seu marido e um filho que ela mesmo diz como sendo um romancista e desenhista.

## Carreira

### Trilogia Gemma Doyle
O primeiro livro da trilogia Gemma Doyle, intitulado A Great and Terrible Beauty, foi publicado pela editora Delacort Press, um selo da Random House Publisher, em 2003. Então, Libba se tornou uma New York Times Best-Selling Author, conseguindo vários prêmios com o livro, que já foi comprado por muitos países, traduzido para muitos idiomas, e que já rendeu muito dinheiro à Libba Bray.[carece de fontes?]
No Brasil, os direitos foram comprados pela editora Rocco, e o primeiro livro foi lançado com o nome de Belezas Perigosas.
O segundo livro da trilogia Gemma Doyle foi intitulado Rebel Angels, e foi classificado como um "Companion Book for the New York Times Best-Selling "A Great and a Terrible Beauty". Já no segundo livro, Libba Bray atingiu a posição de #1 National Best Selling Series e de #1 NYT Best Selling Author. Os direitos do segundo livro já foram comprados pela editora Rocco, e o segundo livro foi lançado com o nome de Anjos Rebeldes.
O terceiro livro, chamado The Sweet Far Thing foi lançado em 2007, e foi o livro final na trilogia Gemma Doyle, publicado no Brasil com o nome de Doce e Distante. Libba Bray desde então escreveu mais dois livros, sem o romance sobrenatural e encantador da trilogia Gemma Doyle, chamados de Going Bovine (Louco aos Poucos) e Beauty Queens.

## Livros

### TrilogiaThe Gemma Doyle
- A Great and Terrible Beauty, Simon and Schuster (2003)
- Rebel Angels, Simon and Schuster (2005)
- The Sweet Far Thing, Simon and Schuster (2007)

### SérieThe Diviners
1. The Diviners (2012)
2. Lair of Dreams (2015)
3. Before the Devil Breaks You (2017)
4. The King of Crows (2020)

### Livros isolados
- Going Bovine, Delacorte Books (2009)
- Beauty Queens, Scholastic Press (2011)

### Contos em antologias
- 21 Proms, Scholastic Paperbacks (2007)
- The Restless Dead, Candlewick (2007)
- Up All Night, HarperTeen (2008)
- Vacations from Hell, HarperTeen (2009)